# マウロ・ジャネッティ

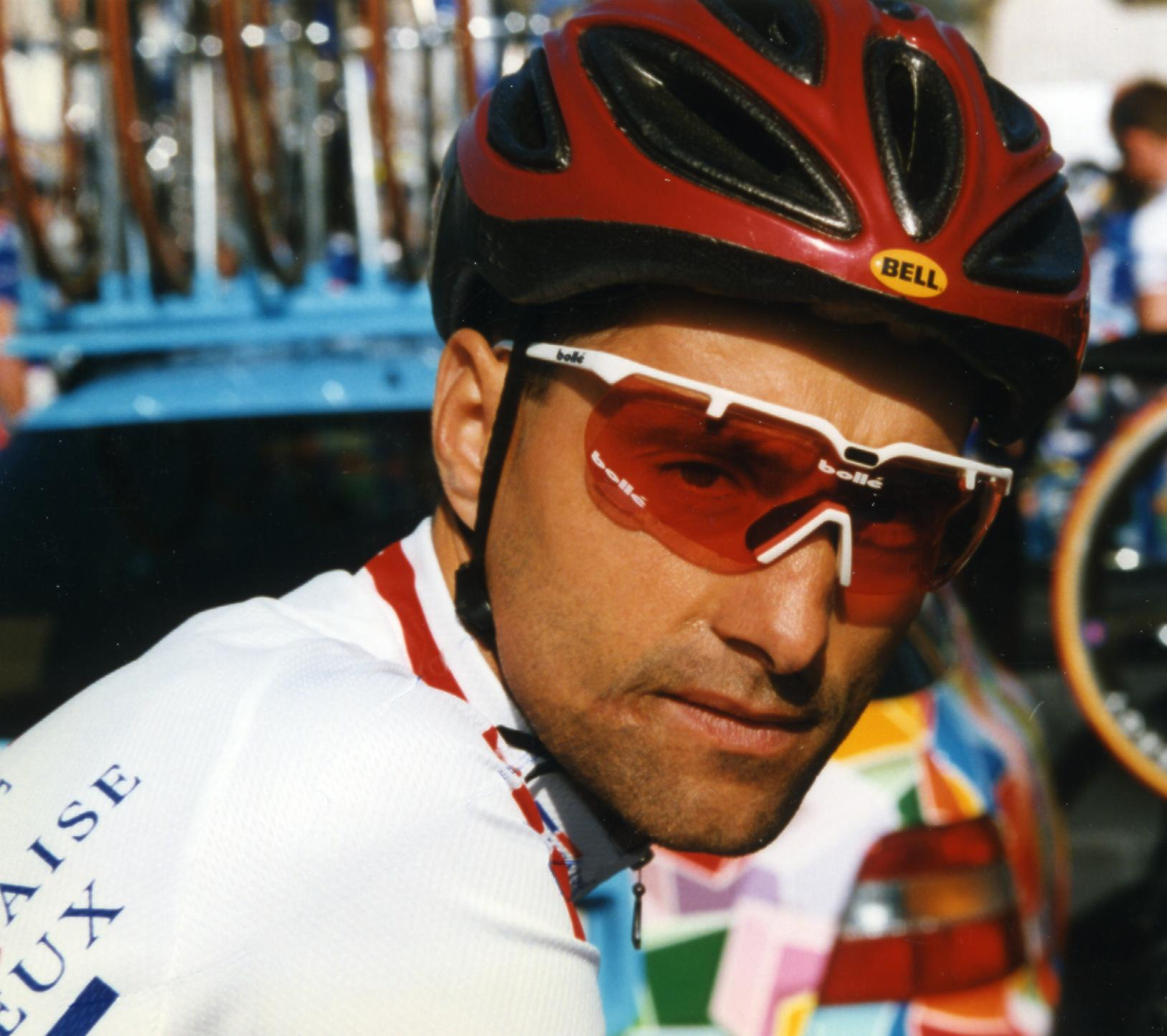
マウロ・ジャネッティ

マウロ・ジャネッティ（Mauro Gianetti、1964年3月16日- ）は、スイス、ルガーノ出身の元自転車競技選手。2004年より、スコット・アメリカンビーフのチーム監督を務めている。
また、実子であるノエ・ジャネッティも自転車選手として、現在ジュニアのレースで活動中。

## 経歴

### 選手時代
1986年にプロロードレース選手としてデビュー。1990年のミラノ〜トリノを制覇。ポルティ時代の1995年〜1996年に選手生活のピークを迎えた。ちなみにこの間、今中大介とチームメイトだった。1995年、リエージュ〜バストーニュ〜リエージュとアムステル・ゴールドレースを優勝。同年のUCI・ロードワールドカップでは総合3位（優勝はヨハン・ムセウ）に入った。
1996年、クリテリウム・アンテルナシオナル総合3位。リエージュ〜バストーニュ〜リエージュでも3位に入った。生誕地でもあるルガーノで開催された世界選手権・個人ロードレースでは、優勝のヨハン・ムセウとのスプリント争いの末、1秒及ばず2位と惜敗。しかしシーズン終盤に開催された同年のジャパンカップサイクルロードレース（ジャパンカップ）ではムセウらを退けて優勝を果たした。

### 日本との縁が深い
選手及び監督時代を通じて日本のロードレース大会と縁が深く、ジャパンカップでは1996年の優勝の他、1995年と1997年には3位に入っている。さらに、2000年のツアー・オブ・ジャパンでは総合優勝を果たした。また、監督となってからも、スコット・アメリカンビーフの前身チーム名である、サウニエル・ドゥバル＝プロディール時代に毎年ジャパンカップに出場。加えて2006年にリカルド・リッコが、また2007年にはマヌエーレ・モーリが同レースを制覇するなど実績も残している。

### ツール・ド・フランスでまさかの事態
2008年、サウニエル・ドゥバル＝スコットに名称を改めて挑んだシーズンとなったが、同年のジロ・デ・イタリアではリッコが大活躍し、一時は総合優勝を果たすことになるアルベルト・コンタドールに対して4秒差まで迫り、総合2位に入った他、急遽出場となったツール・ド・フランスにおいても、リッコは第6、9ステージを勝利。また第10ステージではレオナルド・ピエポリ（1位）とフアン・ホセ・コーボ（2位）のワンツーフィニッシュが決まり、しかも第11ステージ終了時点において、コーボとリッコが総合10位以内に入る健闘を見せていた。
ところが第12ステージを前にして、リッコがCERA（持続性エリスロポエチン受容体活性化剤=Continuous Erythropoietin Receptor Activator）と呼ばれる第三世代EPOの陽性反応が出て、レースから追放される事態となり、しかも事の重大性にかんがみ、選手全員をリタイアさせた他、リッコの一件が解決に至るまでチーム活動そのものも一時休止することになってしまった。
さらにその後、リッコとピエポリがチームから解雇され、加えてピエポリもCERA使用歴があることを告白。リッコ本人は当初潔白を主張していたが、ツール・ド・フランス終了後まもなく使用を認めるに至った。こうした異常事態が発生したことを受け、サウニエル・ドゥバルが即座にスポンサーから撤退。残ったスコットと新スポンサーのアメリカンビーフがチームを再結成し、漸く8月28日、レース活動を再開した。